# Saint-Thurien, Finistère
Saint-Thurien är en kommun i departementet Finistère i regionen Bretagne i västra Frankrike. Kommunen ligger i kantonen Scaër som tillhör arrondissementet Quimper. År 2022 hade Saint-Thurien 1 005 invånare.

## Befolkningsutveckling
Antalet invånare i kommunen Saint-Thurien
Referens:INSEE